# Silikonový olej
Silikonové oleje (polymerizované siloxany) jsou křemíkové analogy uhlíkových organických sloučenin a mohou tvořit (relativně) dlouhé a složité molekuly založené na křemíku namísto uhlíku. Řetězce jsou tvořeny střídáním atomů křemíku a kyslíku (...Si-O-Si-O-Si...) čili siloxany namísto uhlíkových atomů (...C-C-C-C...). Jiné atomy nebo skupiny se vážou na čtyřvalentní atomy křemíku, nikoli na dvouvalentní kyslíkové atomy, které jsou plně zapojeny do tvorby siloxanového řetězce. Typickým příkladem je polydimethylsiloxan, kde jsou na každém atomu křemíku vázány dvě methylové skupiny, takže vzniká CH3O[Si(CH3)2O]nCH3.
Silikonové oleje by byly základem pro křemíkový život, ovšem primárně se používají jako maziva nebo hydraulické kapaliny. Silikonové oleje jsou vynikající elektrické izolanty a na rozdíl od svých uhlíkových analogů jsou nehořlavé. Tepelná stabilita a dobré tepelně přenosové charakteristiky je činí vhodné pro použití v laboratořích jako ohřívací lázně („olejové lázně“). Silikonové oleje se také běžně používají jako pracovní kapalina v difuzních pumpách.